# Volkswagen New Beetle
De New Beetle (Engels voor Nieuwe Kever) is een personenauto van de Duitse autofabrikant Volkswagen. Het design van de auto is gebaseerd op het design van de klassieke Volkswagen Kever.
In 1994 werd het studiemodel gepresenteerd onder de naam Concept 1. In 1997 begon de productie en in 1998 werd het model officieel gepresenteerd. De grote ronde lijnen van het oorspronkelijke Kever-model zijn in dit retro-model terug te vinden. De techniek van de New Beetle is vrijwel identiek aan de Volkswagen Golf (type 4).
In 2003 werd de New Beetle Cabrio geïntroduceerd. In 2006 kreeg de New Beetle een facelift. In 2011 werd de New Beetle opgevolgd door de Volkswagen Beetle (A5).
In juli 2019 stopte de Volkswagen-fabriek in het Mexicaans Puebla definitief met de productie van de New Beetle. Volkswagen brengt nog wel twee laatste modellen van de auto op de markt: de Final Edition SE en Final Edition SEL.

## Motoren

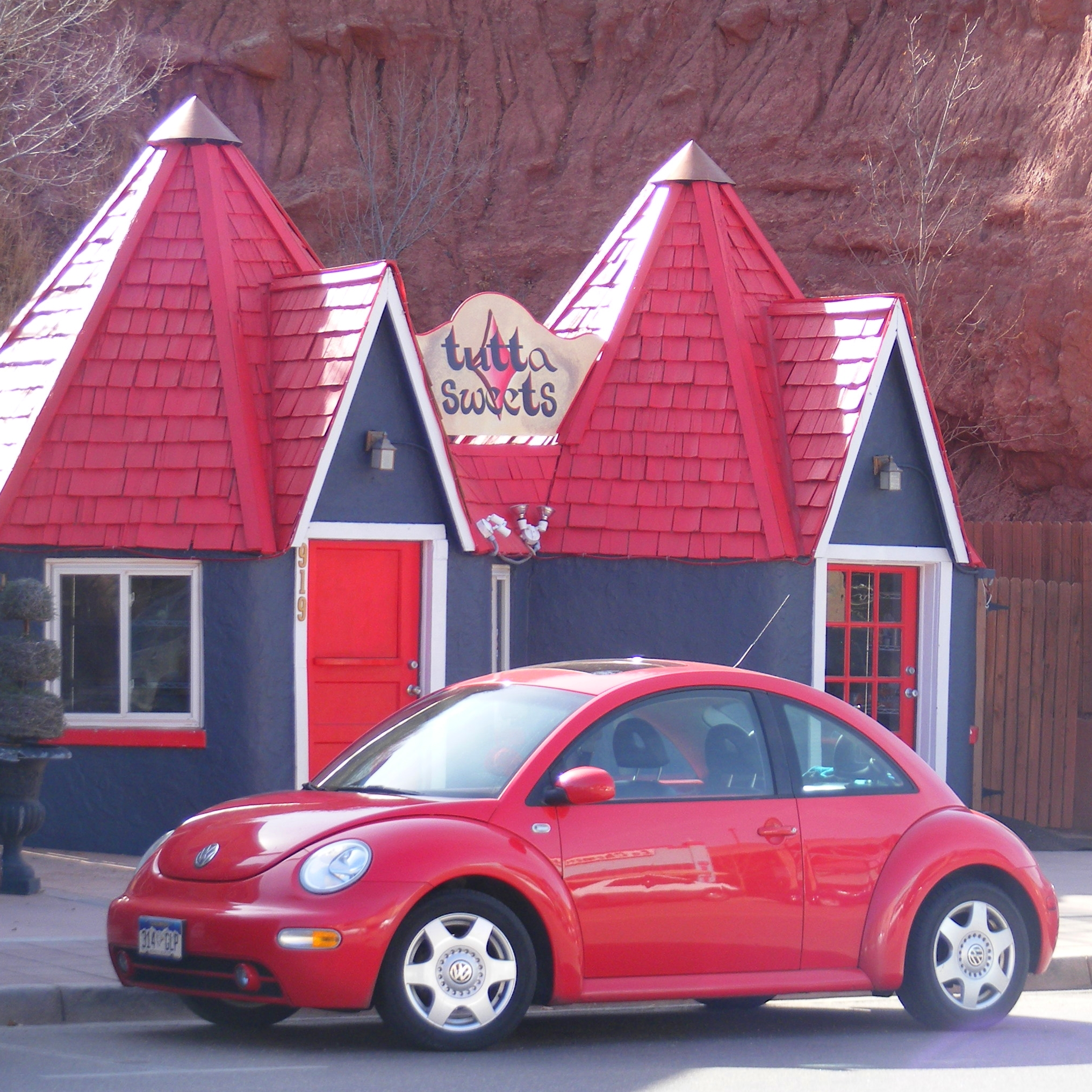

### Benzine
| Type   | Motor     | Motor     | Motor   | Vermogen        | Koppel | Jaartal     |
| Type   | Inhoud    | Cilinders | Kleppen | Vermogen        | Koppel | Jaartal     |
| ------ | --------- | --------- | ------- | --------------- | ------ | ----------- |
| 1.4    | 1.390 cm³ | 4-in-lijn | 16V     | 56 kW (75 pk)   | 126 Nm | 2001 - 2019 |
| 1.6    | 1.595 cm³ | 4-in-lijn | 8V      | 75 kW (101 pk)  | 145 Nm | 1999 - 2000 |
| 1.6    | 1.595 cm³ | 4-in-lijn | 8V      | 76 kW (102 pk)  | 148 Nm | 2000 - 2019 |
| 1.8T   | 1.781 cm³ | 4-in-lijn | 20V     | 112 kW (150 pk) | 210 Nm | 1998 - 2000 |
| 1.8T   | 1.781 cm³ | 4-in-lijn | 20V     | 112 kW (150 pk) | 220 Nm | 2000 - 2019 |
| 2.0    | 1.984 cm³ | 4-in-lijn | 8V      | 87 kW (116 pk)  | 165 Nm | 1998 - 2001 |
| 2.0    | 1.984 cm³ | 4-in-lijn | 8V      | 87 kW (116 pk)  | 170 Nm | 1998 - 2001 |
| 2.0    | 1.984 cm³ | 4-in-lijn | 8V      | 87 kW (116 pk)  | 172 Nm | 2001 - 2019 |
| 2.3 V5 | 2.324 cm³ | VR5       | 20V     | 127 kW (170 pk) | 220 Nm | 2000 - 2005 |
| 2.5    | 2.480 cm³ | 5-in-lijn | 20V     | 112 kW (150 pk) | 228 Nm | 2006 - 2019 |
| RSi    | 3.189 cm³ | VR6       | 24V     | 167 kW (224 pk) | 320 Nm | 2000 - 2003 |

### Diesel
| Type    | Motor     | Motor     | Motor   | Vermogen       | Koppel | Jaartal     |
| Type    | Inhoud    | Cilinders | Kleppen | Vermogen       | Koppel | Jaartal     |
| ------- | --------- | --------- | ------- | -------------- | ------ | ----------- |
| 1.9 TDI | 1.896 cm³ | 4-in-lijn | 8V      | 67 kW (90 pk)  | 210 Nm | 1998 - 2004 |
| 1.9 TDI | 1.896 cm³ | 4-in-lijn | 8V      | 75 kW (101 pk) | 240 Nm | 2000 - 2005 |
| 1.9 TDI | 1.896 cm³ | 4-in-lijn | 8V      | 78 kW (105 pk) | 240 Nm | 2005 - 2019 |